# L'innocenza
L'innocenza (Burning Bright) è un romanzo storico della scrittrice Tracy Chevalier, edito nel 2007, ambientato a Londra nel 1792/93.
Il libro è stato tradotto in ungherese, coreano, macedone, russo, svedese, francese, spagnolo, norvegese, catalano, ebraico, tedesco, polacco, cinese e altre lingue.

## Trama
La famiglia Kellaway (Thomas l'impagliatore, sua moglie Anne ed i figli Jem e Maisie) si trasferisce dal Dorset ai sobborghi di Londra a causa della morte del figlio Tommy, lutto dal quale la madre non si è ancora ripresa.
Da questo trasferimento i ragazzi impareranno sulla loro pelle cosa significa la vita di città. Una città sconosciuta, che fa paura. Ma grazie alla conoscenza di Maggie Butterfield, una ragazzina spigliata e impertinente che nasconde dentro sé un terribile segreto, e del poeta William Blake, riusciranno a cavarsela. E a scampare i pericoli dati dai cittadini londinesi che vogliono dimostrare la loro fedeltà al re, dopo la condanna alla ghigliottina del re di Francia, Luigi XVI. La rivoluzione francese è vicina al mondo inglese, e Blake viene tacciato di promuovere idee sovversive.
Il romanzo vede pagine storiche, come la rivolta dei londinesi alle porte di Blake, accanto a pagine più "private" quali lo sfortunato amore di Maisie per John Astley, la comica signorina Pelham, l'amore-odio di Jem e Maggie, dalle quali emerge chiaramente lo spaccato della Londra di fine '700.

## Edizioni in italiano
- Tracy Chevalier, L'innocenza, traduzione di Massimo Ortelio, Vicenza: Neri Pozza, 2007
- Tracy Chevalier, L'innocenza, legge: De Francesco, Francesca, Feltre: Centro Internazionale del Libro parlato, 2008
- Tracy Chevalier, L'innocenza, traduzione di Massimo Ortelio, Milano: Oggi, 2023